# سواره‌نظام

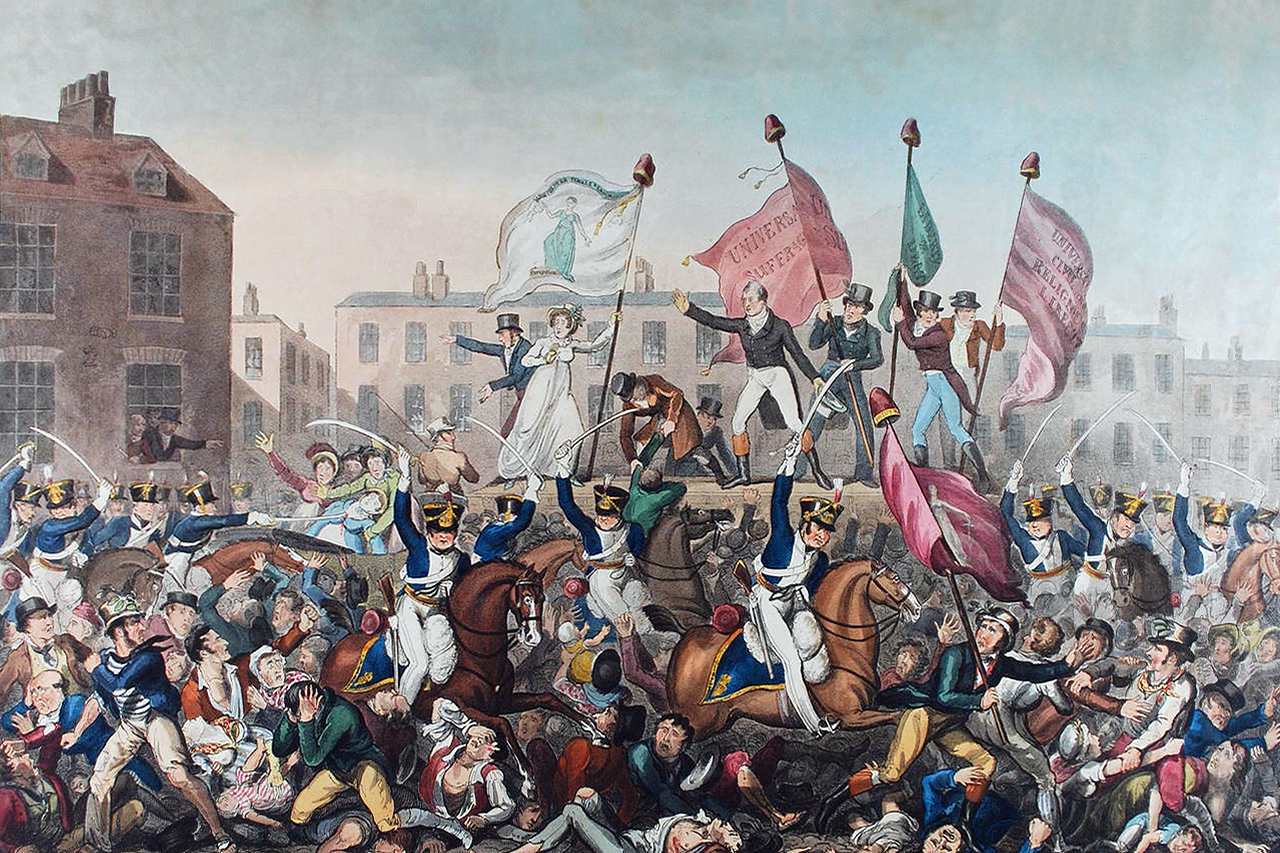
اثر نقاشی از حملهٔ سواره‌نظام به جمعیت معترضان.

سواره‌نظام(به انگلیسی: Cavalry) به رزمنده‌ای گفته می‌شود که سوار بر اسب پیکار می‌کند.

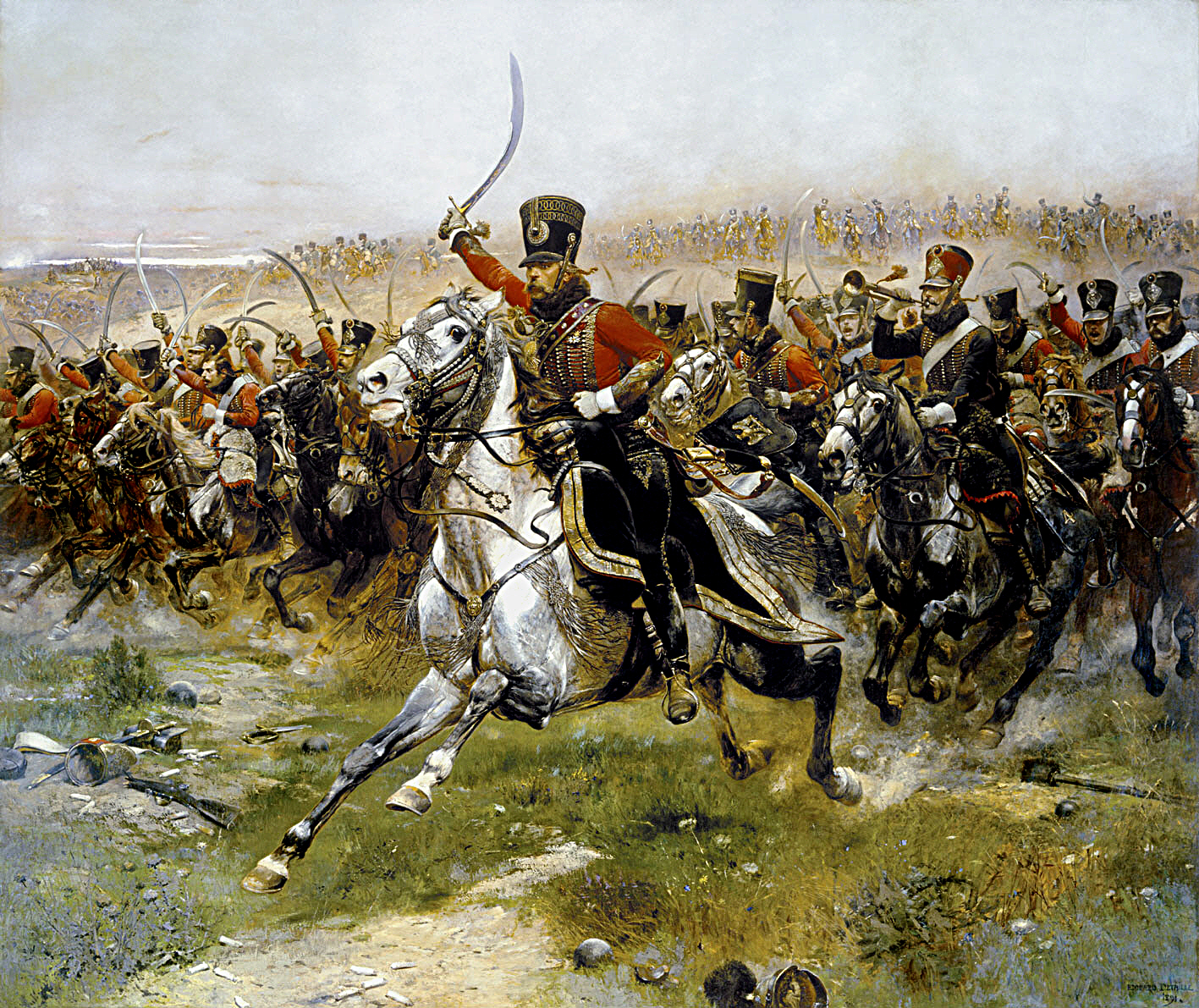
سواره‌نظام فرانسوی در سال ۱۸۰۷

تا قرن بیستم، سواره‌نظام‌ها متحرک‌ترین شاخه‌های رزمی بودند و به‌عنوان سواره‌نظام سبک در نقش‌هایی مانند عملیات شناسایی، پوشش دادن و تیراندازی عمل می‌کردند یا به‌عنوان سواره‌نظام سنگین برای حملات ناگهانی و تعیین‌کننده با نیروی کمتر کاربرد داشتند.

## شیوهٔ نبرد اشکانیان

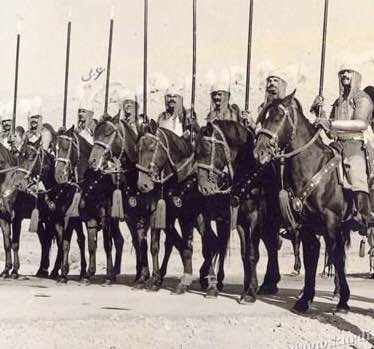
سواران نیزه دار اشکانی

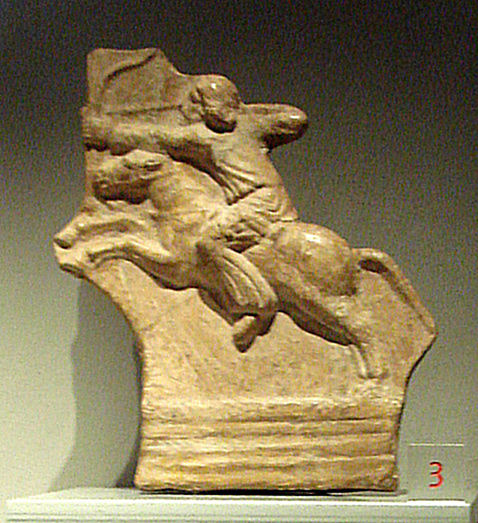
سوار سبک اسلحهٔ اشکانی

اشکانیان نخست روش جنگی سلوکیان را به کار بستند و پیاده‌نظامی سنگین‌اسلحه و سواره‌نظامی مرتب پدیدآوردند. یکی از دلایل این کار استفادهٔ اشکانیان از سربازان مزدور در نبردها بود. در تاریخ آمده است که مهرداد یکم ششمین شاه اشکانی که وی را بانی عظمت و اقتدار دولت اشکانی پیروزی‌های خود را مرهون استفاده از این روش بود؛ ولی اشکانیان به زودی این روش را کنار گذاشته و شیوهٔ دیرینهٔ خود را به کار بردند. در این شیوه پیاده‌نظام تنها برای نبرد در بلندی‌ها استفاده می‌شد و سواره‌نظام نیروی اصلی سپاه را تشکیل می‌داد. سواره‌نظام اشکانی به سواران سبک‌اسلحه و سواران سنگین‌اسلحه تقسیم می‌شدند. سواران سبک‌اسلحه ماهرترین تیراندازان زمان خود بودند. سواران سنگین‌اسلحه زرهی داشتند که سرتاپای ایشان را می‌پوشانید و اسبانشان نیز چنین زرهی داشتند. از آنها برای درهم شکستن صفوف دشمن و از سواران سبک‌اسلحه برای پشتیبانی و تیراندازی از دور استفاده می‌شد. شیوهٔ مخصوص اشکانیان و به خصوص سواران سبک‌اسلحهٔ ایشان شیوهٔ جنگ و گریز بود. اگر دشمن ایشان را تعقیب می‌کرد یا فشار خود را بیشتر می‌کرد نیزه‌داران اشکانی از مقابل آنها گریخته، صفوف خود را می‌گستردند و شاخه شاخه می‌شدند. این کار دشمن را تحریک به تعقیب کردن آنها می‌کرد و دشمن به ناچار در جهات مختلف به دنبال آنها می‌تاخت. به این شکل سپاه دشمن پراکنده می‌شد و تیراندازان اشکانی در حال گریز از پس شانه به سوی دشمن تیر می‌انداختند. چون به این ترتیب دشمن پراکنده و ضعیف می‌شد بازگشته و آغاز به حمله می‌کردند. به خاطر این که برد کمان‌های اشکانی بیشتر از کمان‌های دشمنانشان بود در هنگام تیراندازی متقابل تیرهای دشمن به سواران اشکانی نمی‌رسید ولی کمانداران اشکانی به راحتی دشمن را هدف قرار می‌دادند. در آن زمان و به خصوص در نزد رومیان، تیراندازی اشکانی مفهومی هراس‌انگیز یافته بود.

نماد پلیس سواره نظام سلطنتی کانادا

روش نبرد اشکانیان مؤثر بود به طوری که رومیان بعدها تلاش کردند تا از این شیوه در نبردها استفاده کنند. اشکانیان با استفاده از این شیوه در نبردهای بسیاری به پیروزی رسیدند.

### اسبهای اشکانی
اسبهایی که اشکانیان پرورش می‌دادند از بهترین اسبهای زمان خود و مایهٔ رشک دیگران بودند. این اسب‌ها در نسا نخستین پایتخت اشکانیان و مناطق همجوار آن پرورش داده می‌شدند. همان‌طور که گفته شد سواران سنگین‌اسلحهٔ اشکانی و اسبانشان زره‌های فلزی سنگینی بر تن داشتند که سرتاپایشان را می‌پوشاند. آنها همچنین ساز و برگ و اسلحهٔ بسیاری حمل می‌کردند. اشکانیان اسب‌هایی را پرورش می‌دادند که بتواند این سنگینی را تحمل کنند و در کارایی‌شان نیز خللی ایجاد نکند. اشکانیان بخش بزرگی از پیروزی‌های خود را مدیون این اسب‌های چالاک، قوی و باهوش می‌دانستند. پس از انحطاط اشکانیان، ساسانیان نیز از این اسب‌ها در نبردها استفاده می‌کردند.

## نگارخانه

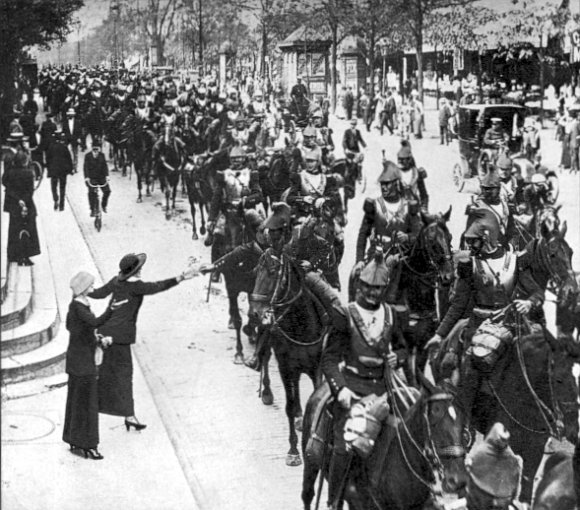
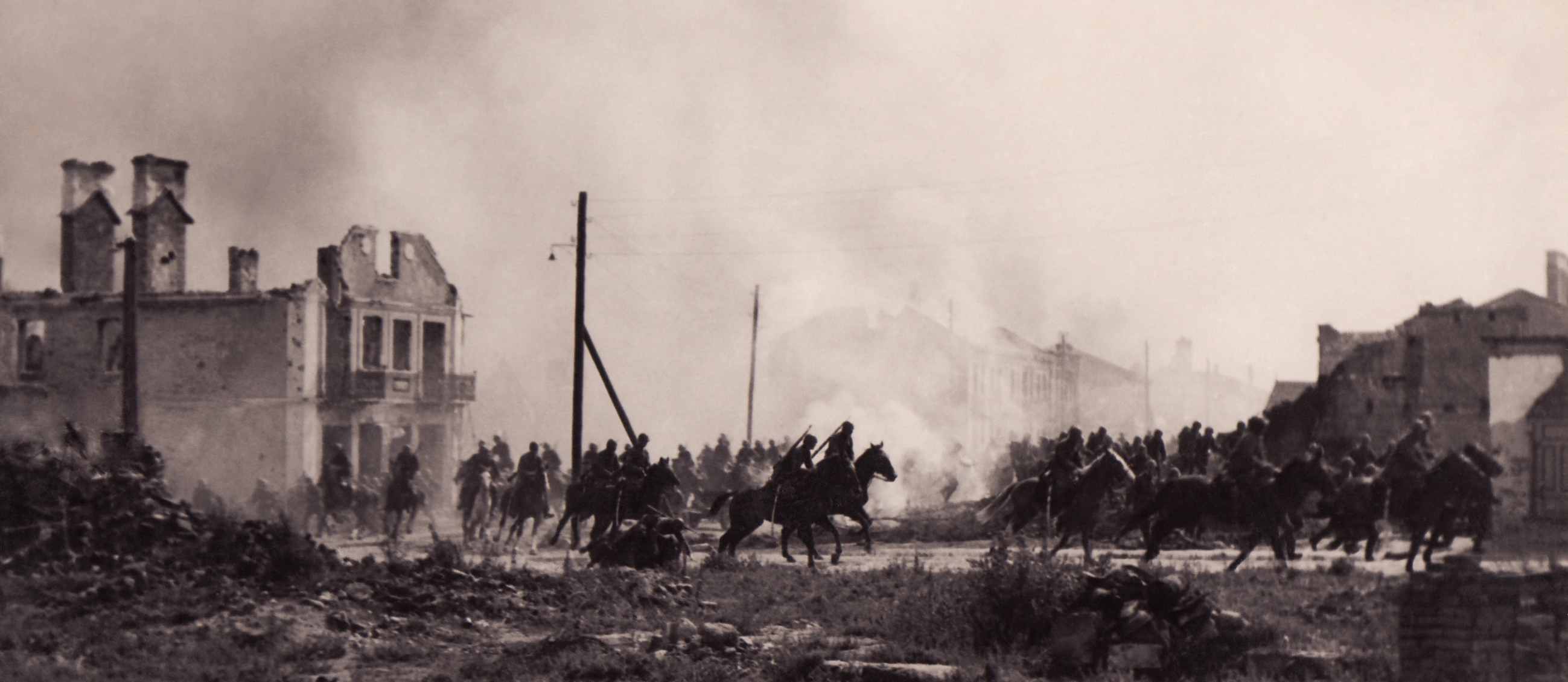
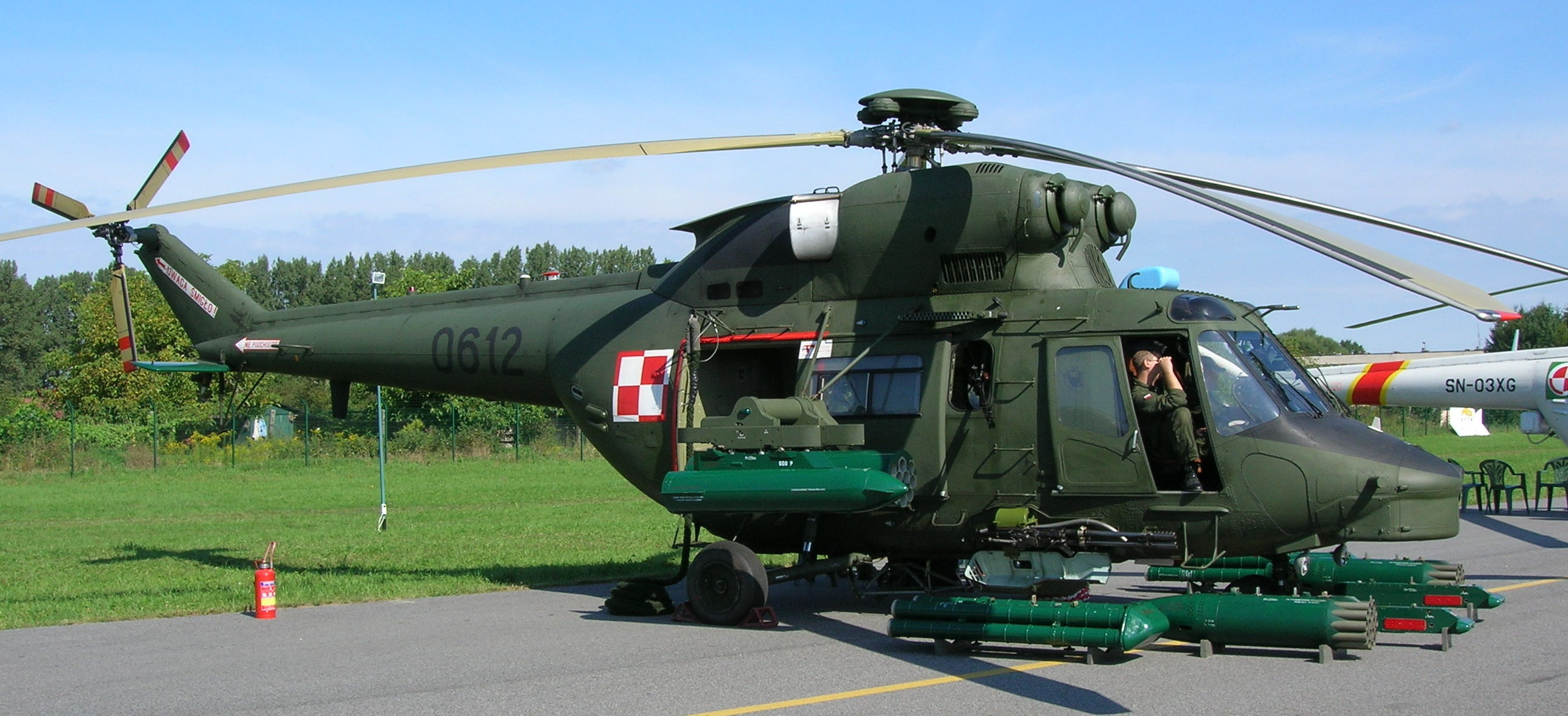
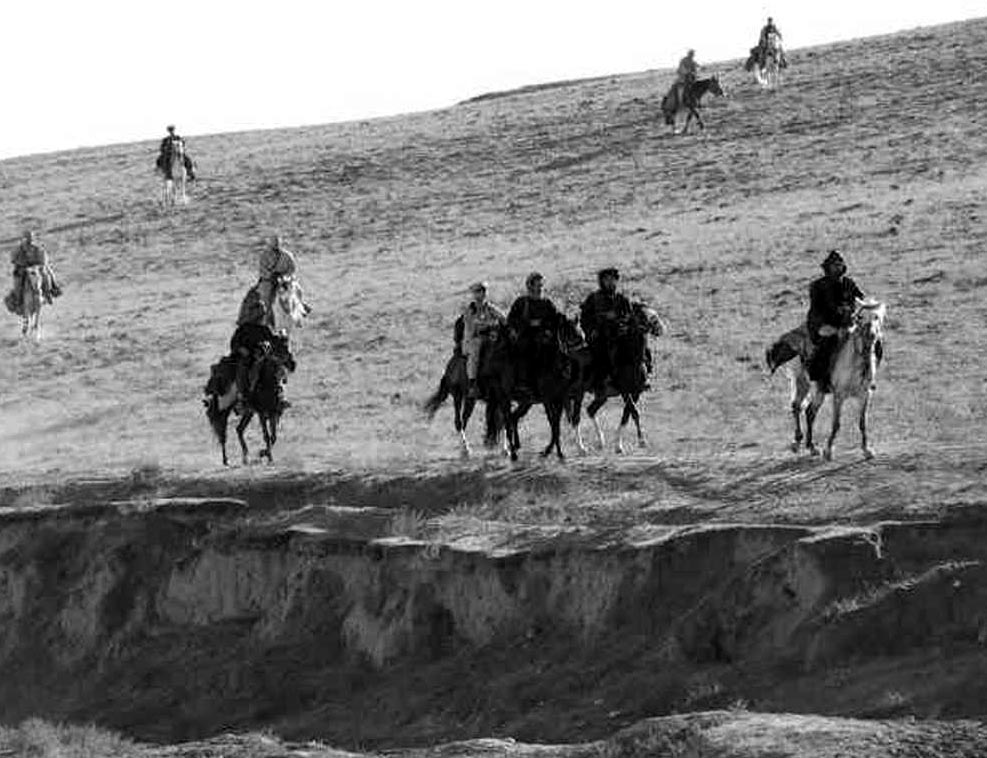
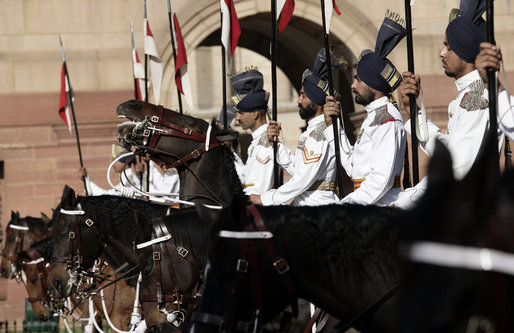
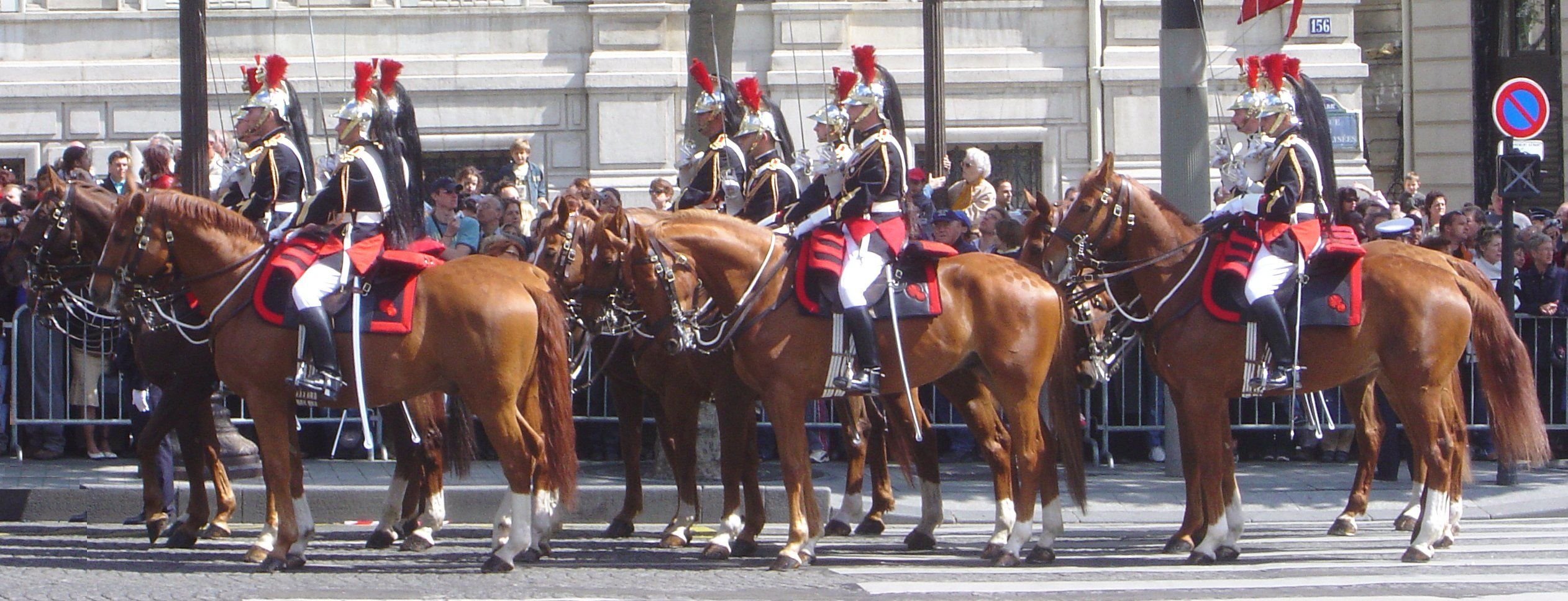
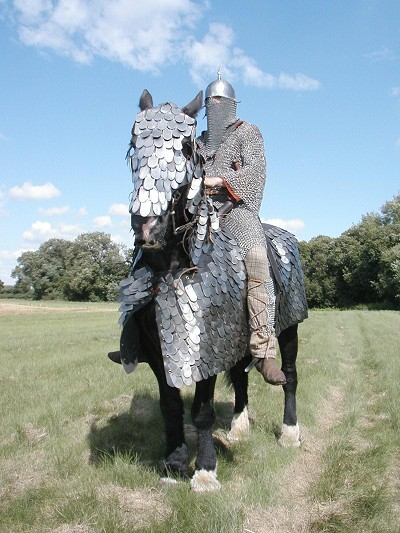
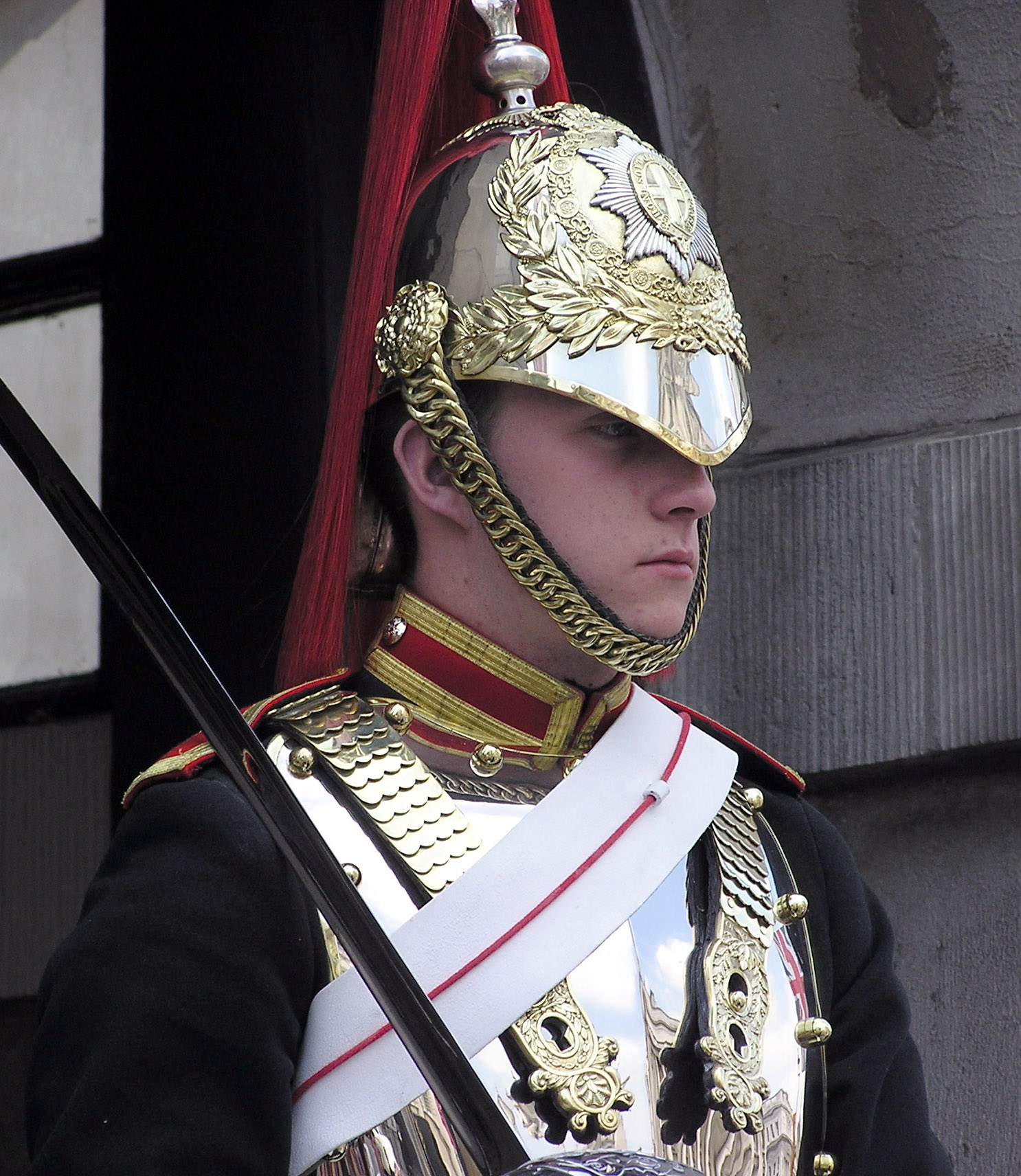